# Сантене
Сантене́ (фр. Santenay) — коммуна во Франции, находится в регионе Бургундия. Департамент коммуны — Кот-д’Ор. Входит в состав кантона Ноле. Округ коммуны — Бон.
Код INSEE коммуны — 21582.

## Население
Население коммуны на 2010 год составляло 838 человек.
| 1962 | 1968 | 1975 | 1982 | 1990 | 1999 | 2010 |
| ---- | ---- | ---- | ---- | ---- | ---- | ---- |
| 1072 | 1007 | 1008 | 1014 | 1008 | 903  | 838  |

## Экономика
В 2010 году среди 442 человек трудоспособного возраста (15—64 лет) 354 были экономически активными, 88 — неактивными (показатель активности — 80,1 %, в 1999 году было 70,7 %). Из 354 активных жителей работали 334 человека (172 мужчины и 162 женщины), безработных было 20 (12 мужчин и 8 женщин). Среди 88 неактивных 22 человека были учениками или студентами, 41 — пенсионерами, 25 были неактивными по другим причинам.